# Umut
Umut ist ein türkischer und Sprache geschlechtsneutraler, überwiegend männlicher Vorname persischer Herkunft mit der Bedeutung im Türkischen: „Wunsch, Hoffnung“; „hoffnungsvoller Mensch“. Im Kurdischen: „Wunder, wundervoll“. Er wird häufiger als Jungenname vergeben und kommt auch als Familienname vor.

## Namensträger

### Vorname
- Umut Akkoyun (* 2000), türkischer Tennisspieler
- Umut Bozok (* 1996), türkisch-französischer Fußballspieler
- Umut Bulut (* 1983), türkischer Fußballspieler
- Umut Camkiran (* 1989), türkischer Boxer
- Umut Dağ (* 1982), österreichischer Filmregisseur und Drehbuchautor
- Umut Erdoğan (* 1982), deutsch-türkischer Fußballspieler
- Umut Gündoğan (* 1990), belgisch-türkischer Fußballspieler
- Umut Güneş (* 2000), deutsch-türkischer Fußballspieler
- Ümüt Hatipoğlu (* 1973), türkischer Fußballspieler und -trainer
- Umut Kaya (Fußballspieler, 1987) (* 1987), türkischer Fußballspieler
- Umut Kaya (Fußballspieler, 1990) (* 1990), türkischer Fußballspieler
- Umut Kekilli (* 1984), deutsch-türkischer Fußballspieler
- Umut Koçin (* 1988), türkischer Fußballspieler
- Halil Umut Meler (* 1986), türkischer Fußballschiedsrichter
- Umut Meraş (* 1995), türkischer Fußballspieler
- Mehmet Umut Nayir (* 1993), türkischer Fußballspieler
- Umut Oran (* 1962), türkischer Unternehmer und Politiker
- Umut Sönmez (Staatssekretär) (* 1983), deutscher politischer Beamter (SPD)
- Umut Sönmez (Fußballspieler) (* 1993), deutsch-aserbaidschanischer Fußballspieler
- Umut Sözen (* 1990), türkischer Fußballspieler
- Umut Utku Tekoğlu (* 1993), türkischer Fußballspieler
- Umut Tohumcu (* 2004), deutsch-türkischer Fußballspieler

### Familienname
- Bartu Umut (* 1994), türkischer Fußballspieler
- Emrah Umut (* 1982), türkischer Fußballspieler
- Esila Umut (* 2001), türkische Schauspielerin

## Weiteres
- Radio Umut, türkischer Hörfunksender in Antalya